# Партия на социалната справедливост

## История
Създадена през 2002 година, партията взема участие на изборите за руската Дума през същата година съвместно с Руската партия на пенсионерите. Коалицията не успява да премине петпроцентовата бариера, печелейки 3.1 % или 1,874,973 гласа. Неуспех претърпява и самостоятелното участие на партията на следващите избори – през 2007 година. Серията неуспехи водят до това Партията на социалната справедливост да се влее в лявоцентристката социалдемократическа партия Справедлива Русия през 2008 година.
В два последователни президентски избора Партията на социалната справедливост подкрепя кандидатите на управляващата Единна Русия – Владимир Путин и Дмитрий Медведев.

## Партийна програма
За изборите за руската Дума през 2007 година партията излиза с програма от 17 точки, в които са акцентира на социалната справедливост, човешкия потенциал, стратегия за спасения на руския народ, равен и безплатен достъп до образование за всеки граждани, антикорупционно законодателство, антиолигархично законодателство, дебюрократизация на Русия, европейско ниво на държавната медицинска грижа, реален суверенитет и народовластие.

## Кандидати
Сред по-известните кандидати на Партията за социална справедливост на изборите през 2007 година са били:
Мария Арбатова – руска писателка и журналистка. Една от най-изявените руски феминистки от 1990-те насам. Авторка на 14 пиеси, 20 книги и множество статии. Понастоящем член на Съюза на московските писатели и Съюза на театралните служители.
Анатолий Баранов – руски журналист и публицист. Дългогодишен главен редактор на левия сайт Форум.мск.
Виктор Аксючиц – руски философ, богослов, публицист. Бивш представител в Съюза на народните депутати на Руската федерация в периода 1990 – 1993.